# Tczew (gemeente)
De gemeente Tczew is een landgemeente in het Poolse woiwodschap Pommeren, in powiat Tczewski.
De gemeente bestaat uit 26 administratieve plaatsen solectwo : Bałdowo, Boroszewo, Czarlin, Czatkowy, Dalwin, Dąbrówka Tczewska, Gniszewo, Goszyn, Lubiszewo Tczewskie, Łukocin, Malenin, Małżewko, Małżewo, Mieścin, Miłobądz, Rokitki, Rukosin, Stanisławie, Swarożyn, Szczerbięcin, Szpęgawa, Śliwiny, Tczewskie Łąki, Turze, Wędkowy, Zajączkowo
De zetel van de gemeente is in Tczew.
Op 30 juni 2004 telde de gemeente 11 143 inwoners.

## Oppervlakte gegevens
In 2002 bedroeg de totale oppervlakte van gemeente Tczew 170,61 km², waarvan:
- agrarisch gebied: 80%
- bossen: 14%

De gemeente beslaat 24,46% van de totale oppervlakte van de powiat.

## Demografie
Stand op 30 juni 2004:
| Omschrijving                   | Totaal | Totaal | Vrouwen | Vrouwen | Mannen | Mannen |
| ------------------------------ | ------ | ------ | ------- | ------- | ------ | ------ |
| eenheid                        | aantal | %      | aantal  | %       | aantal | %      |
| inwoners                       | 11 143 | 100    | 5559    | 49,9    | 5584   | 50,1   |
| bevolkingsdichtheid (inw./km²) | 65,3   | 65,3   | 32,6    | 32,6    | 32,7   | 32,7   |

In 2002 bedroeg het gemiddelde inkomen per inwoner 1444,83 zł.

## Aangrenzende gemeenten
Lichnowy, Miłoradz, Pszczółki, Skarszewy, Starogard Gdański, Subkowy, Suchy Dąb, Tczew, Trąbki Wielkie